# 王寺街道
王寺街道，是中华人民共和国陕西省西安市长安区下辖的一个乡镇级行政单位。

## 行政区划
王寺街道下辖以下地区：
王寺街道社区、跃进村、和平村、庙店村、冯党村、周吴村、王寺村、小古城村、大古城村、纪杨村、狮寨村、中寨村、西苏村、东杨村、西杨村、黄堆村、大苏村、五一村、七渠村、细柳村、南陶村和北陶村。